# Andbank
Andorra Banc Agrícol Reig SA (Andbank) est une banque de la principauté d'Andorre fondée en août 2001 par la fusion de la Banc Agrícol i Comercial d’Andorra (fondée en 1930) et de la Banca Reig (fondée en 1956).